# Isochariesthes tricolor
Isochariesthes tricolor là một loài bọ cánh cứng trong họ Cerambycidae.